# Lighter (skladba, Kyle Alessandro)
»Lighter« je pesem norveškega pevca Kyla Alessandra, s katero bo zastopal Norveško na Pesmi Evrovizije 2025.

## Ozadje
Lighter sta napisala in producirala Kyle Alessandro in Adam Woods. Alessandro je navdih za pesem dobil pri svoji mami, ki mu je po diagnozi raka rekla, naj nikoli ne izgubi svetlobe. Pesem govori o boju po neuspehu in iskanju upanja tudi v težkih časih.

## Pesem Evrovizije
Norveška radiotelevizija (NRK) je 16. januarja 2025 objavila, da je pesem »Lighter« v izvedbi Kyla Alessandra ena izmed 9 tekmovalnih pesmi na Melodi Grand Prix 2025, nacionalnem izboru Norveške za Pesem Evrovizije 2025. V finalu, ki je potekal 15. februarja 2025, je zmagal. Dosegel je 307 točk, več kot sto točk od drugo uvrščene Nataleen in s tem pridobil pravico zastopati Norveško na Pesmi Evroviziji 2025.
Tekmovanje za Pesem Evrovizije 2025 bo potekalo v St. Jakobshalle v Baslu v Švici in bo sestavljeno iz dveh polfinalov, ki bosta potekala 13. in 16. maja, ter finala 17. maja 2025. Med žrebanjem, 28. januarja 2025, je bila Norveška izžrebana, da bo nastopila v drugi polovici prvega polfinala.